# Vlag van Moselle

Vlag van Moselle

De vlag van Moselle is de niet-officiële vlag van het Franse departement Moselle. Net als de meeste andere departementen van Frankrijk heeft Moselle geen officiële vlag, maar wordt de hier rechts afgebeelde vlag op niet-officiële wijze gebruikt. De vlag is afgeleid van het wapen van dit departement.
De vlag is verdeeld in vier kwadranten met een centraal schild. Deze vlag kan als volgt worden beschreven:
1. Linkerbovenkwadrant (rood met een hand en een zwaard): Dit symbool verwijst naar het oude bisdom Metz. De hand die een zwaard vasthoudt, is een krachtig symbool van verdediging en gerechtigheid, en de gouden wolken voegen een decoratief element toe.
2. Rechterbovenkwadrant (geel met rode diagonaal en witte vogels): Dit staat voor het hertogdom Lotharingen. De witte alerions (adelaars zonder snavel en klauwen) zijn een iconisch symbool van de hertogelijke familie van Lotharingen.
3. Linkeronderkwadrant (blauw met gouden kruisjes en vissen): Dit verwijst naar het oude hertogdom Bar, met de vissen (barboten) als embleem. De gouden kruisjes op een blauwe achtergrond voegen een religieuze en decoratieve betekenis toe.
4. Rechteronderkwadrant (blauw-witte strepen met een rode leeuw): Dit vertegenwoordigt het hertogdom Luxemburg, met een gekroonde rode leeuw op een gestreepte achtergrond.
5. Centraal schild (zwart-wit): Het centrale schild is eenvoudig gehouden in zwart en wit, een verwijzing naar de rijksstad Metz zowel als de stad Metz, de hoofdstad van het departement.

Deze vlag weerspiegelt de rijke geschiedenis en heraldische tradities van het departement Moselle, die historisch verbonden is met verschillende hertogdommen en culturen.

Wapen van het bisdom Metz
Wapen van het hertogdom Lotharingen
Wapen van het hertogdom Bar
Wapen van hertogdom Luxemburg
Wapen van de rijksstad Metz

Naast deze vlag is er een andere vlag in gebruik, die ook afgeleid is van het wapen van dit departement, met de woorden "DEPARTEMENT" bovenaan en "MOSELLE" onderaan de vlag in zwarte letters.

Variant vlag